# La Nouvelle Villa
La Nouvelle Villa (en russe : Новая дача, Novaïa datcha) est une nouvelle d’Anton Tchekhov

## Historique
La Nouvelle Villa est initialement publiée dans la revue russe Les Nouvelles russes, numéro 3, du 3 janvier 1899. Autre traduction La Nouvelle Datcha’’.

## Résumé
L’ingénieur Koutchérov est chargé de la construction d’un pont à côté du hameau d’Obroutchanovo. Koutchérova, sa femme, trouve l’endroit si charmant qu’elle lui demande de faire construire une maison de campagne. En trois mois, la maison est terminée, et le printemps suivant la famille emménage pour l’été.
La beauté de leurs chevaux, les fêtes qu’ils donnent excitent la jalousie de certains paysans. Ces derniers font pâturer leurs bêtes dans le jardin de Koutchérov, coupent ses arbres, creusent des fossés dans son chemin. Koutchérov essaie en vain de leur faire comprendre qu’il est dans son bon droit.
Koutchérova se rend dans le village se présenter, elle voudrait être acceptée par les paysans, vivre en bons voisins. Elle se heurte aux plus abrutis d’entre eux et repart. Puis ce sont des larcins chez Koutchérov. Quand les paysans viennent présenter leurs vœux, ce qui pourrait être un nouveau départ dans les relations, l'événement est gâché par les Lychkov père et fils qui se battent, ivres.
Quelques années plus tard, la maison appartient à un petit fonctionnaire qui ne salue personne. Certains paysans, mais pas tous, se demandent maintenant pourquoi ils n’ont pas entretenu de bonnes relations avec les Koutchérov. 

## Extraits
- Le Rouquin : « On vivait bien sans pont et on ne l’a pas demandé… on n'en a pas besoin. »
- Rodion à Mme Koutchérova : «Si tu veux, pour prendre un exemple, semer du blé sur ce monticule, il faut d’abord le dessoucher, enlever les cailloux, revenir à la charge, puis labourer… Et avec les gens c’est pareil… Reviens à la charge jusqu’à tant que tu en viennes à bout. »

## Personnages
- Koutchérov, ingénieur
- Koutchérova, femme de Koutchérov
- Rodion, forgeron qui essaie de concilier les villageois avec Koutchérov
- Kozov, vieillard, malade jaloux de la nouvelle villa
- Lytchkov, père et fils, ivrognes.

## Édition française
- La Nouvelle Villa, traduit par Édouard Parayre, révision de Lily Dennis, Bibliothèque de la Pléiade, Gallimard, 1971  (ISBN 2 07 0106 28 4)